# Попів (потік)
Попів (пол. Popów) — гірський потік в Україні, у Самбірському й Стрийському районах Львівської області у Галичині. Правий доплив Завадки, (басейн Дністра).

## Опис
Довжина потоку приблизно 3,61 км, найкоротша відстань між витоком і гирлом — 3,25 км, коефіцієнт звивистості потоку — 1,11. Формується багатьма безіменними гірськими струмками. Потік тече у гірському масиві Сколівські Бескиди (частина Українських Карпат).

## Розташування
Бере початок на південно-західних схилах гори Стодола (982,7 м) (південно-східна околиця села Багнувате). Тече переважно на південний захід понад горою Кам'яною (834,5 м) через мішаний ліс і у селі Завадка впадає у річку Завадку, праву притоку Стрию.